# Gene Green
Raymond Eugene Green, detto Gene (Houston, 17 ottobre 1947), è un politico statunitense, membro della Camera dei Rappresentanti per lo stato del Texas dal 1993 al 2019.

## Biografia
Laureato in legge all'Università di Houston, negli anni settanta Green entrò in politica con il Partito Democratico e nel 1972 venne eletto all'interno della legislatura statale del Texas.
Nel 1992 si candidò alla Camera dei Rappresentanti per un seggio di nuova creazione e nelle primarie riuscì ad accedere al ballottaggio con il consigliere comunale di Houston Ben Reyes. Green riuscì a prevalere di misura su Reyes e vinse anche le elezioni generali, divenendo deputato. Da allora venne rieletto per altri dodici mandati, finché nel 2018 annunciò il proprio ritiro e venne succeduto da Sylvia Garcia.
Dal matrimonio con Helen Albers ha avuto due figli.